# Polypedilum dimidiatum
Polypedilum dimidiatum är en tvåvingeart som beskrevs av Jean-Jacques Kieffer 1925. Polypedilum dimidiatum ingår i släktet Polypedilum och familjen fjädermyggor. Inga underarter finns listade i Catalogue of Life.